# Видобування нафти і газу

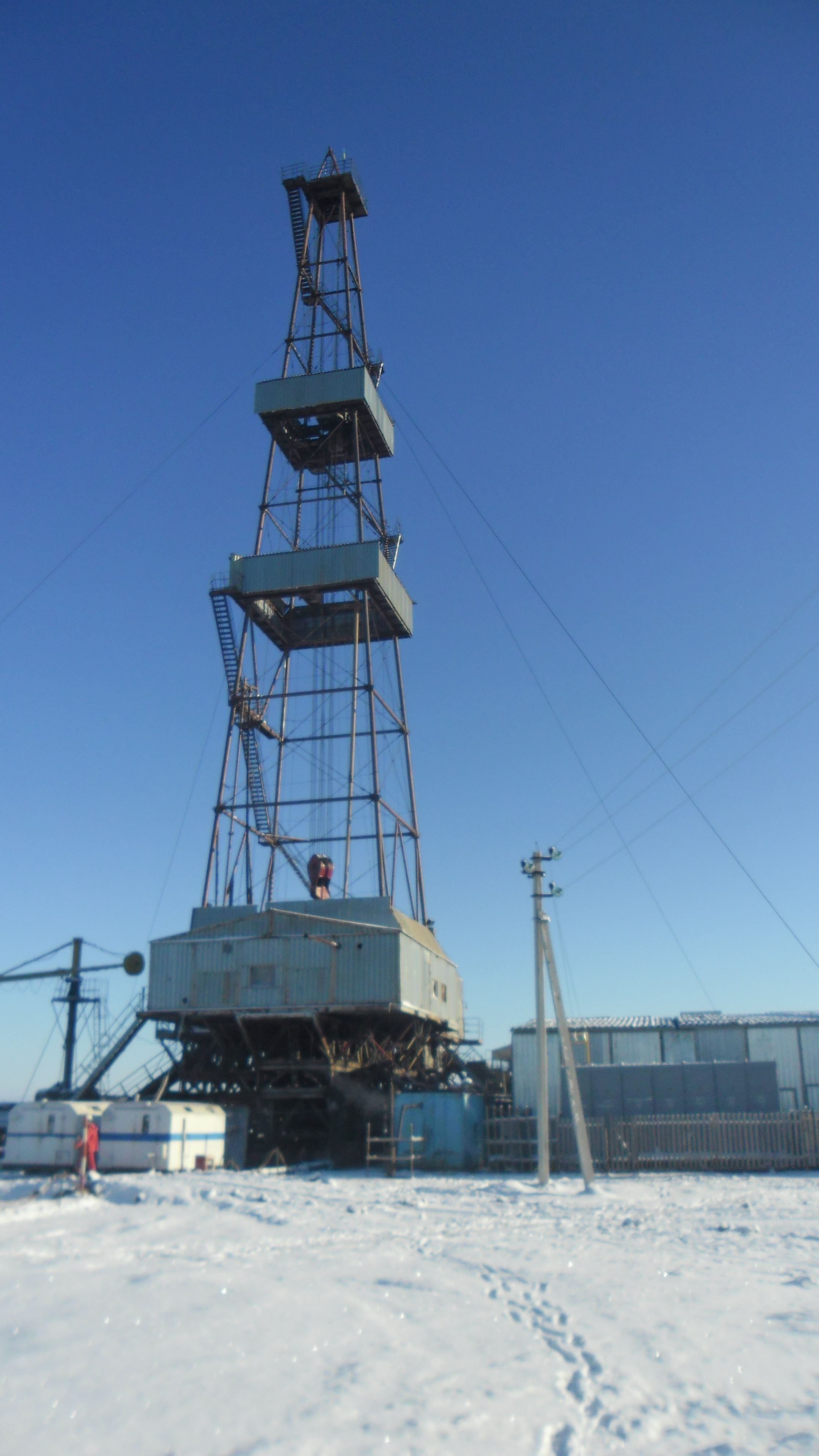
Бурова вежа ВБ53-320

Видобування нафти (газу) (англ. oil (gas) recovery; нім. Erdölgewinnung f (Erdgasgewinnung f) — вибирання, вилучення, діставання з надр землі нафти (газу) як технологічний процес. По суті, нафтогазова справа — це галузь науки і техніки, що охоплює сукупність процесів розвідки, спорудження свердловин, видобутку, переробки, а також транспортування, зберігання та реалізації нафти, газу та нафтопродуктів.

## Видобування нафти шахтним і кар'єрним способом
Шахтне видобування нафти (англ. mine oil production; нім. Bohrschachterdölgewinnung f) — видобування нафти, яке передбачає вилучення нафти із надр на поверхню з допомогою підземних гірничих виробок.
Кар'єрний метод розробки нафтових родовищ — розробка нафтового покладу, яка передбачає видобування нафтонасиченої або бітумінозної породи і здійснюється в нафтовому кар'єрі в один або декілька уступів розрізу з допомогою відкритих гірничих виробок.

## Видобуток вуглеводнів методом піролізу
Останнім часом з'явилися технології, за допомогою яких можливий видобуток вуглеводнів з нафто-газо-материнської товщі, що не досягла сприятливих умов для генерації вуглеводнів. Здійснюється прогрів материнської товщі і відбувається формування вуглеводнів з керогена (органічної речовини). Не слід їх плутати зі сланцевою нафтою і газом, так як спочатку нафти і газу в пласті не було або було в незначних кількостях, а при прогріванні вони стали формуватися і мігрувати в добувну свердловину. Розробка таким способом називається методом піролізу.

## Техніко-економічні показники
Техніко-економічні показники видобування нафти і газу — це показники, які умовно охоплюють такі групи.
Показники об'єму продукції: плануються й ураховуються в натуральному й вартісному виразі.
- До натуральних показників належать:

1. об'єм видобутку нафти в тоннах;
2. об'ємвидобутку конденсату в тоннах;
3. об'єм видобутку природного газу в 1000 м³;
4. об'єм видобутку нафтового газу в 1000 м³;
5. валовий видобуток нафти і газу в тоннах чи 1000 м³;
6. товарний видобуток нафти і газу в тоннах чи 1000 м³;
7. баланс нафти і газу.

- До вартісних показників належать:

1. товарна продукція, у тому числі видобуток нафти і газу;
2. валова продукція, у тому числі видобуток нафти і газу.

Показники об'єму робіт в експлуатації:
1. кількість свердловин експлуатаційного фонду;
2. кількість свердловин діючого фонду;
3. свердловино-місяці, які числяться по експлуатаційному фонду свердловин;
4. свердловино-місяці, які числяться по діючому фонду свердловин;
5. свердловино-місяці експлуатації (чи відпрацьовані).

Показники використання фонду свердловин:
1. структура фонду свердловин;
2. баланс календарного часу використання свердловин;
3. коефіцієнт використання фонду свердловин;
4. коефіцієнт експлуатації.

Показники продуктивності свердловин:
1. середньодобовий дебіт одної свердловини, тонн/свердловину чи 1000 м³/свердловину;
2. середньомісячний видобуток на свердловино-місяць експлуатації;
3. коефіцієнт зміни (зменшення) дебіту.

На базі основних показників може використовуватись залежно від мети розрахунку цілий ряд додаткових похідних показників, наприклад, група показників за способами експлуатації (середні дебіти, об'єми видобутку, показники використання фонду свердловин тощо), по категоріях свердловин (середні дебіти, об'єми видобутку тощо) та ін. У плануванні та звітності зустрічаються й економічні показники — собівартість, продуктивність праці та інші.

### Газо- і конденсатовіддача
Компонентовіддача газового, газоконденсатного або нафтового родовища характеризується коефіцієнтом компонентовіддачі.
Коефіцієнтом об'ємної компонентовіддачі називається відношення об'єму видобутого з пласта компонента Qвид до його геологічних запасів Qзап. Розрізняють кінцевий (у кінці періоду експлуатації) і поточний (у певний момент експлуатації) коефіцієнти компонентовіддачі.
Газовіддача
У зв'язку з малою в'язкістю газ легше, ніж нафта, вилучається з пористого середовища і тому газовіддача деяких покладів досягає 95 — 98 %. Проте з різних причин у пласті може залишатися не витягнутими до 50 % газу і газоконденсату. Значною мірою газовіддача залежить від режиму покладу.
При газовому режимі, коли поровий об'єм пластів у процесі розробки залишається постійним, коефіцієнт газовіддачі визначається кінцевим тиском у покладі і дебітом свердловин. Вміст конденсату у газі, що випадає в пласті зі зниженням тиску, сприяє скороченню газовіддачі покладу внаслідок збільшення фільтраційних опорів.
При водонапірному режимі газовіддача знижується за рахунок защемлення значних обсягів газу в зоні витіснення ним води. Навіть зі зниженням пластового тиску наприкінці розробки покладу не весь затиснений газ вдається витягти із пласта.
Газовіддача в основному залежить від неоднорідності колекторських властивостей порід, будови пласта і впливу капілярних сил. Для порід з низькою проникністю дебіти газових свердловин будуть рентабельними лише при підвищених пластових тисках. Швидкість витіснення газу водою (у практично можливих межах її зміни) незначно впливає на газовіддачу. На відміну від нафтовіддачі газовіддача мало залежить від співвідношення в'язкості води і газу, від тиску і температури. Із збільшенням пористості і початкової газонасиченості газовіддача зростає, при водонапірному режимі вона досягає 80 — 85 %. Значно нижчі коефіцієнти конденсатовіддачі — 20 — 80 %. З пониженням пластового тиску конденсат (важкі фракції) випадає із газової фази, змочує поверхню порових каналів і при незначній насиченості пор виявляється нерухомим.
Практика розробки родовищ показує, що коефіцієнт газовіддачі у багатьох випадках досягає (85-95) %, тоді як коефіцієнт конденсатовіддачі змінюється від 30 до 75 %.
Основними фізичними чинниками, що впливають на коефіцієнт газовіддачі, є:
- режим експлуатації родовища;
- середньозважений за об'ємом порового простору пласта кінцевий тиск у покладі;
- площова й по розрізу пласта неоднорідність літологічного складу й фаціальна мінливість порід пласта;
- тип родовища (пластове, масивне);
- темп відбору газу.

На коефіцієнти газовіддачі, крім зазначених вище, впливають і інші чинники:
- охоплення покладу витісненням;
- розміщення свердловин на структурі та площі газоносності;
- глибина спуску колони НКТ.

Конденсатовіддача
Основними фізичними чинниками, що впливають на коефіцієнт конденсатовіддачі є:
- метод розробки родовища (з підтриманням або без підтримання пластового тиску);
- потенційний вміст конденсату (С5+) у газі;
- питома поверхня пористого середовища;
- груповий склад і фізичні властивості конденсату (молекулярна маса й густина);
- початковий тиск і температура.

Найвищий коефіцієнт конденсатовіддачі досягається при підтримці початкового пластового тиску в процесі відбору пластового газу. У цьому випадку він може досягати 85 % при підтримці тиску за допомогою газоподібного робочого агента і 75 % ‒ при підтримці тиску шляхом закачування води в поклад.

## Екологічні аспекти
Збільшення видобутку нафти і газу, широке застосування різноманітних хімічних реагентів зумовлюють підвищення ступеня забруднення атмосфери і впливу на природні комплекси. Форми порушення геологічного середовища включають забруднення підземних питних вод солоними водами з глибини і поверхні (інфільтрація, або просочування, міжпластові перетоки), просідання земної поверхні тощо.
Витік вуглеводневих та інших супутніх їм газів, розливи нафти і бурових розчинів призводять до широкомасштабних, часто незворотних трансформацій природних структур у всіх середовищах, що зазнають техногенного навантаження. У таких випадках атмосфера, ґрунти, підземні і поверхневі води насичуються агресивними і біологічно небезпечними компонентами природних флюїдів (сірководнем, радіонуклідами, поліциклічні ароматичні вуглеводні тощо). Поширення подібних забруднюючих речовин в екосистемах негативно позначається на якості життя і умов виробничої діяльності людини, нерідко викликає захворювання і падіж тварин. Крім того, потрапляючи в зону інтенсивного водогазообміну, агресивні води легко вступають в різні хімічні реакції, продукти яких можуть також мати значну міграційну активність і токсичність.
Основні забруднювачі повітряного басейну в газовій промисловості — вуглеводні, тверді частинки, оксиди сірки, вуглецю, азоту, сірководню, газовий конденсат і ін. Джерелами газовиділення на об'єктах газової промисловості є свердловини, газопроводи, апарати, факели, запобіжні клапани, ємності, димові труби, постійно діючі свічки, а також викиди в аварійних ситуаціях. Їх прийнято розділяти на три групи: 1) фонові постійні витоки природного газу; 2) епізодичні технічні витоки; 3) технологічно неминучі постійні викиди.
При видобутку, транспортуванні нафти і нафтопродуктів атмосфера забруднюється вуглеводнями в основному в результаті аварійних викидів і випарів.
Локальне забруднення атмосфери можливе також при залізничних і водних перевезеннях нафти і нафтопродуктів. Значна частка шкідливих викидів надходить в атмосферу з продуктами згоряння при використанні у вигляді палива природного газу і мазуту.
Для водного середовища серйозну небезпеку становить забруднення нафтою і нафтопродуктами, важкими металами, хлорорганічними сполуками і радіоактивними речовинами. Зокрема, нафта має здатність покривати найтоншою плівкою величезні ділянки водної поверхні. Нафтова плівка на поверхні морів і океанів порушує обмін енергією, теплом, вологою і газами між океаном і атмосферою. Особливо помітні зміни відбуваються в кисневому режимі шарів поверхні води. Вони можуть бути причиною масової загибелі планктону та інших видів морської і річкової фауни і флори. Планктон — основна ланка в ланцюзі харчування морських організмів. Крім того, нафта і нафтопродукти токсично діють на організми, що живуть у водному середовищі.